# Bäckaskog slot
Bäckaskog (før 1658 dansk: Bækkeskov slot) er et slot i Villand herred i det nordøstlige Skåne. Slottet ligger ca. 15 km nordøst for Kristianstad på en landtange mellem de to søer Ivösjön og Oppmannasjön.
Bækkeskov Kloster var indtil reformationen i 1536 et Præmonstratenserkloster. Bygningerne kom derefter under den danske krone. Kongen overlod anlægget til den danske adelsmand Gert Jensen Ulfstand, mod at han forsørgede de sidste munke på Bækkeskov.
Efter den første Karl Gustav-krig 1658 stod slottet tomt. Den sidste dansksindede ejer var flygtet til det nuværende Danmark. Fra 1685 fungerede slottet som bolig for chefen for den lokale svenske kavaleri. I 1818 kom slottet i den svenske konges besiddelse.
Kirken fra klostertiden bygget 1280 er bevaret.